# هربرت هناتيك
هربرت هناتيك (21 يوليو 1916 – 1 مايو 1983) هو سبّاح نمساوي راحل، مثّل بلاده في الألعاب الأولمبية الصيفية 1936.

## روابط خارجية
هربرت هناتيك على موقع الاتحاد الدولي للسباحة (الإنجليزية)
- هربرت هناتيك على موقع أوليمبيديا (الإنجليزية)